# Conseil départemental du Var
Le conseil départemental du Var est l'assemblée délibérante du département français du Var collectivité territoriale décentralisée. Le conseil départemental, actuellement présidé par Jean-Louis Masson et composé de 46 conseillers départementaux, siège à Toulon, à l'hôtel du département.

## Historique
Le conseil général (appellation des conseils départementaux jusqu'en 2015) du Var est fondé le 4 mars 1790, à la suite de la création des départements français par décret du 22 décembre 1789 pris par l'Assemblée constituante afin de remplacer les provinces de France.
En 1985, Maurice Arreckx, député-maire de Toulon, est élu président du conseil général du Var, mettant ainsi fin à la longue présidence du socialiste Édouard Soldani (près de 30 ans).
Aux élections départementales de 2015, plus aucun représentant de la gauche ne siège à l'assemblée départementale du Var, à l'instar du conseil départemental de la Haute-Savoie, une première en France depuis la création des conseils généraux. Seul le Front national fait figure d'opposition. Simultanément, Horace Lanfranchi laisse la présidence à Marc Giraud, maire de Carqueiranne depuis 1997, après 13 ans à la tête du conseil général. Ce dernier est contraint de quitter son poste en 2022, après 15 ans à la direction du département, après une condamnation à cinq ans d'inéligibilité dans une affaire d'emploi fictif.
Jusque-là premier vice-président, l'ancien député Jean-Louis Masson est élu par 27 voix contre 19 à François de Canson au second tour. Il bénéficie du report des voix de Didier Brémond en échange d'un poste de premier vice-président. François de Canson accuse le président élu d'avoir bénéficié des voix du Rassemblement national (ancien Front national),,.

## Le président
Le conseil départemental du Var est présidé par Jean-Louis Masson (LR), conseiller départemental du canton de la Garde, depuis le 26 octobre 2022.

## Les vice-présidents

### Mandature 2021-2028

#### 2022-2028
- Didier Brémond - DVD, 1er vice-président (canton de Brignoles)
- Laetitia Quilici - LR, 2e vice-présidente (canton d'Ollioules)
- Dominique Lain - DVD, 3e vice-président (canton du Luc)
- Andrée Samat - LR, 4e vice-présidente(canton de Saint-Cyr-sur-Mer)
- Louis Reynier - LR, 5e vice-président (canton de Flayosc)
- Christine Amrane, majorité départementale, 6e vice-présidente (canton du Luc)
- Thierry Albertini - LR, 7e vice-président (canton de Toulon-3)
- Véronique Lenoir - majorité départementale, 8e vice-présidente (canton de Sainte-Maxime)
- Claude Pianetti - majorité départementale, 9e vice-président (canton de Vidauban)
- Christine  Niccoletti - DVC, 10e vice-présidente (canton de Draguignan)
- Francis Roux - majorité départementale, 11e vice-président (canton d'Hyères)
- Martine Arenas - majorité départementale, 12e vice-présidente (canton de Roquebrune-sur-Argens)
- Guillaume Decard - majorité départementale, 13e vice-président (canton de Saint-Raphaël)

#### 2021-2022
- Jean-Louis Masson - LR, 1er vice-président (canton de la Garde)
- Nathalie Bicais - LR, 2e vice-présidente (canton de La Seyne-sur-Mer-2)
- Louis Reynier - LR, 3e vice-président (canton de Flayosc)
- Laetitia Quilici - LR, 4e vice-présidente  (canton d'Ollioules)
- Didier Brémond - DVD, 5e vice-président  (Canton de Brignoles)
- Andrée Samat - LR, 6e vice-présidente (canton de Saint-Cyr-sur-Mer)
- Yannick Chenevard - LR, 7e vice-président (canton de Toulon-4)
- Manon Fortias - LR, 8e vice-présidente (canton de Toulon-3)
- Thierry Albertini - LR, 9e vice-président (canton de Toulon-3)
- Patricia Arnould - DVD, 10e vice-présidente (canton de la Crau)
- Bruno Aycard - LR, 11e vice-président (canton de Solliès-Pont)
- Christine  Niccoletti - DVC, 12e vice-présidente (canton de Draguignan)
- Dominique Lain - DVD, 13e vice-président (canton du Luc)

### Mandature 2015-2021
- Françoise Dumont LR[5],[6],[7], 1re vice-présidente (canton de Saint-Raphaël)
- Robert Cavanna LR, 2e vice-président (canton de Toulon-1)
- Chantal Lassoutanie - LR, 3e vice-présidente (canton de Brignoles)
- Francis Roux - LR, 4e vice-président (canton d'Hyères),
- Marie Rucinski-Becker - LR, 5e vice-présidente (canton de Draguignan)
- Joseph Mulé - LR, 6e vice-président (canton de La Seyne-sur-Mer-2)
- Laetitia Quilici - LR, 7e vice-présidente  (canton d'Ollioules)
- Francois Cavallier - LR, 8e vice-président (canton de Roquebrune-sur-Argens)
- Muriel Lecca-Berger - LR, 9e vice-présidente (canton de Sainte-Maxime)
- Jean-Guy Di Giorgio - LR, 10e vice-président (canton de Toulon-4)
- Andrée Samat - LR, 11e vice-présidente (canton de Saint-Cyr-sur-Mer)
- Sébastien Bourlin - LR, 12e vice-président (canton de Saint-Maximin-la-Sainte-Baume)
- Louis Reynier - LR, 13e vice-président (canton de Flayosc)

## Anciens présidents du conseil général du Var
| Nom | Nom                                              | Nom               | Dates du mandat | Dates du mandat | Parti                 |
| --- | ------------------------------------------------ | ----------------- | --------------- | --------------- | --------------------- |
|     | François-Félix-Étienne de Berlier de Tourtour    |                   | 1800            | 1806            |                       |
|     | Joseph de Brun-Favas                             |                   | 1807            | 1810            |                       |
|     | Jacques-Paul-Joseph-Sextius de Périer-Lagarde    |                   | 1810            | 1830            |                       |
|     | Joseph-Adrien Mouttet                            |                   | 1831            | 1833            |                       |
|     | Jean-Antoine-François Guien                      |                   | 1834            | 1836            |                       |
|     | Christophe Reverdit                              |                   | 1837            | 1837            |                       |
|     | Henri-Emmanuel Poulle                            |                   | 1838            | 1843            |                       |
|     | Vicomte Étienne-Frédéric-Auguste de Portalis     |                   | 1844            | 1845            |                       |
|     | Henri-Emmanuel Poulle                            |                   | 1846            | 1847            |                       |
|     | Fortuné Maure                                    |                   | 1848            | 1848            |                       |
|     | Jules-Thomas Philibert                           |                   | 1848            | 1848            |                       |
|     | Augustin Alleman                                 |                   | 1849            | 1850            |                       |
|     | Jean-Baptiste de Villeneuve-Bargemon             |                   | 1851            | 1851            |                       |
|     | Comte Edgard de Siméon                           |                   | 1852            | 1853            |                       |
|     | Baron Thomas-Louis de Bourdier                   |                   | 1854            | 1856            |                       |
|     | Jules Lescuyer d'Attainville                     |                   | 1857            | 1868            | Opposition dynastique |
|     | Émile Ollivier                                   |                   | 1869            | 1870            |                       |
|     | Paul-Henry-Privat Long                           |                   | 1871            | 1871            |                       |
|     | Clément Laurier                                  |                   | 1871            | 1872            |                       |
|     | Honoré Pastoret                                  |                   | 1873            | 1881            | ?                     |
|     | Achille Bon                                      |                   | 1881            | 1883            |                       |
|     | Noël Blache                                      |                   | 1883            | 1889            |                       |
|     | Edmond Magnier                                   |                   | 1890            | 1892            |                       |
|     | Louis Sigallas                                   |                   | 1892            | 1893            |                       |
|     | Joseph Jourdan                                   |                   | 1893            | 1894            |                       |
|     | Jean-Pierre Bordenave                            |                   | 1894            | 1895            |                       |
|     | Charles-Michel Gensollen                         |                   | 1895            | 1896            |                       |
|     | Jean-Baptiste Abel                               |                   | 1896            | 1897            |                       |
|     | Charles Michel Gensollen                         |                   | 1900            | 1901            |                       |
|     | Octave Vigne                                     |                   | 1901            | 1902            | SFIO                  |
|     | Octave Vigne                                     |                   | 1905            | 1906            | SFIO                  |
|     | Charles Albert                                   |                   | ?               | ?               |                       |
|     | Octave Vigne                                     |                   | 1913            | 1920            | SFIO                  |
|     | Gustave Fourment                                 |                   | 1922            | 1936            | SFIO                  |
|     | Henry Sénès                                      |                   | 1936            | 1940            | SFIO                  |
|     | De 1940 à 1945, suspension des conseils généraux |                   |                 |                 |                       |
|     | Joseph Risterucci                                |                   | 1945            | 1947            | SFIO                  |
|     | Louis Cauvin                                     |                   | 1947            | 1956            | SFIO                  |
|     | Édouard Soldani                                  |                   | 1956            | 1985            | SFIO puis PS          |
|     | Maurice Arreckx                                  | Maurice Arreckx   | 1985            | 1994            | UDF-PR                |
|     | Hubert Falco                                     | Hubert Falco      | 1994            | 2002            | UDF-PR, DL puis UMP   |
|     | Horace Lanfranchi                                | Horace Lanfranchi | 2002            | 2015            | UMP                   |

## Présidents du conseil départemental du Var
| Nom | Nom               | Nom | Dates du mandat | Dates du mandat                                                | Parti |
| --- | ----------------- | --- | --------------- | -------------------------------------------------------------- | ----- |
|     | Marc Giraud       |     | 2015            | 2022 (démissionné par le préfet à la suite d'une condamnation) | LR    |
|     | Jean-Louis Masson |     | 26 octobre 2022 |                                                                | LR    |

## Composition du conseil départemental
Le conseil départemental du Var est composé de 46 conseillers départementaux représentant les 23 cantons du Var.

### Mandature actuelle (2021-2028)
|                                      |       |       |      |                         |
| Président du Conseil départemental   |       |       |      |                         |
| Jean-Louis Masson (LR)               |       |       |      |                         |
| Parti                                | Sigle | Sigle | Élus | Groupes                 |
| Majorité (44 sièges)                 |       |       |      |                         |
| Les Républicains                     |       | LR    | 26   | Majorité départementale |
| Divers droite                        |       | DVD   | 13   | Majorité départementale |
| Union des démocrates et indépendants |       | UDI   | 3    | Majorité départementale |
| Divers centre                        |       | DVC   | 2    | Majorité départementale |
| Opposition (2 sièges)                |       |       |      |                         |
| Rassemblement national               |       | RN    | 2    | Rassemblement National  |

### Mandature 2015-2021
|                                      |       |       |      |                         |
| Président du Conseil départemental   |       |       |      |                         |
| Marc Giraud (LR)                     |       |       |      |                         |
| Parti                                | Sigle | Sigle | Élus | Groupes                 |
| Majorité (40 sièges)                 |       |       |      |                         |
| Les Républicains                     |       | LR    | 29   | Majorité départementale |
| Divers droite                        |       | DVD   | 6    | Majorité départementale |
| Union des démocrates et indépendants |       | UDI   | 5    | Majorité départementale |
| Opposition (6 sièges)                |       |       |      |                         |
| Divers droite                        |       | DVD   | 2    | Non-inscrits            |
| Sans étiquette                       |       | SE    | 1    | Non-inscrits            |
| Rassemblement national               |       | RN    | 3    | Rassemblement national  |

## Identité visuelle

Logo du conseil général du Var jusqu'en avril 2015.
Logo du conseil départemental du Var depuis avril 2015.